# Costa Cálida

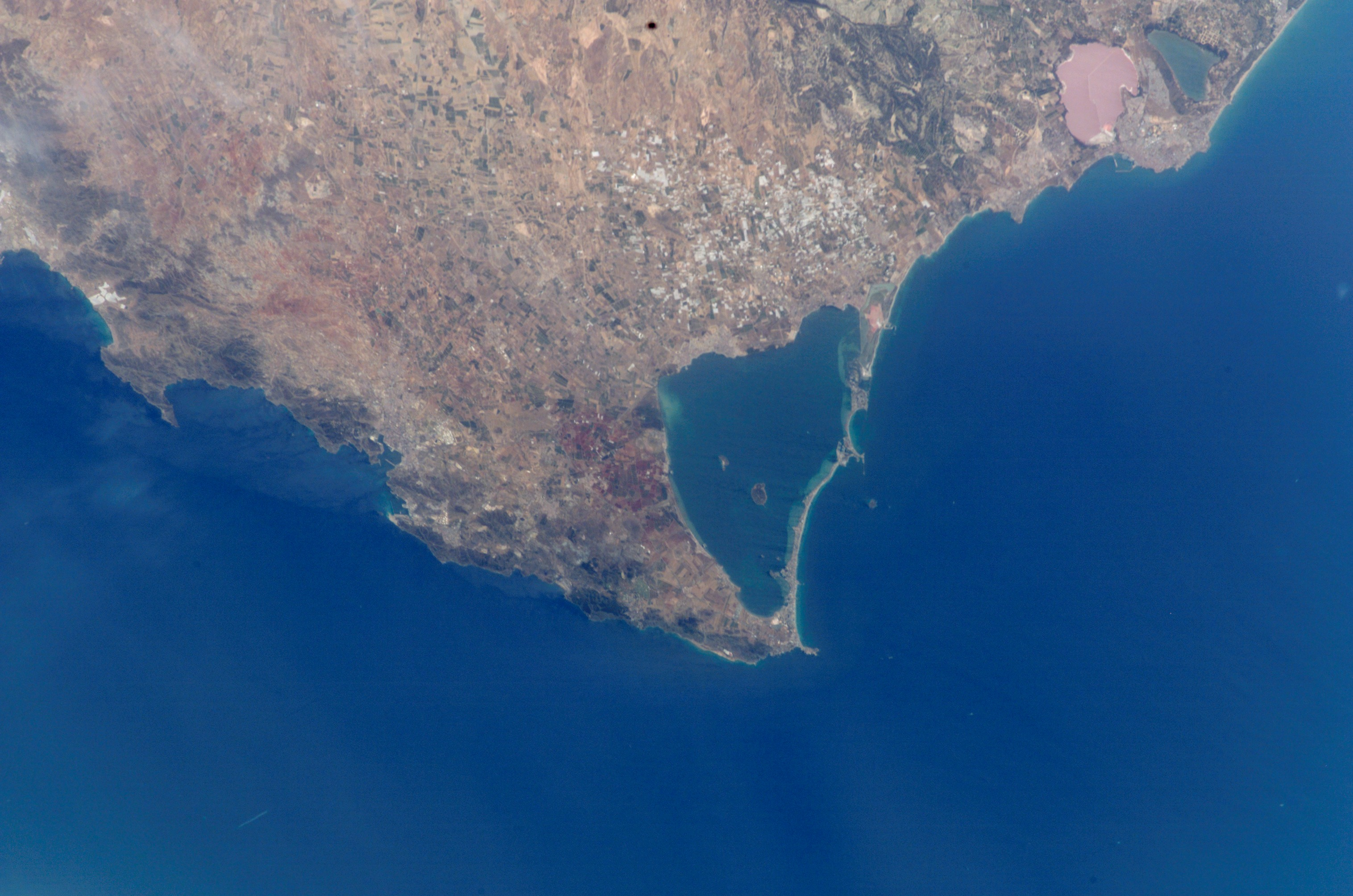
Costa Cálida et Mar Menor

La Costa Cálida est le nom touristique de la côte méditerranéenne de la région de Murcie en Espagne.

## Présentation
Cette région a un microclimat qui se caractérise par une température moyenne annuelle élevée et un degré relatif de sècheresse, avec des précipitations moyennes inférieures à 340 mm.
La Costa Cálida s'étend sur 250 km depuis El Mojón au nord, près de la province d'Alicante jusque près de Águilas au sud.
Le sud de cette côte inclut la Mar Menor (Petite Mer) dans la commune de San Pedro del Pinatar, une lagune qui avec une superficie de 170 km² est la plus étendue en Europe. La Mar Menor est séparée de la Méditerranée par une bande de sable longue de 22 km appelée La Manga del Mar Menor,
Cartagène et Mazarrón sont deux importantes villes côtières de cette région.